# Szczelina powietrzna

Przykład magnetowodu ze szczeliną powietrzną

Szczelina powietrzna – w obwodzie magnetycznym o dużej przenikalności magnetycznej jest to część zawierająca materiał nie wykazujący własności magnetycznych (przenikalność praktycznie równa jedności). 

## Nazwa
Ponieważ w najprostszej konstrukcji magnetowodu szczelina zawiera tylko powietrze, to ogólnie przyjęta została nazwa szczelina powietrzna - nawet jeśli jest ona wypełniona innym materiałem niemagnetycznym, np. celem wzmocnienia konstrukcji. 

## Szkodliwość szczeliny
W większości urządzeń i maszyn elektrycznych szczelina powietrzna jest niepożądana w magnetowodzie ponieważ zwiększa reluktancję, co prowadzi do zwiększenia prądów magnesujących. Dąży się zatem do eliminacji szczeliny lub przynajmniej jej zmniejszenia. Nie jest to możliwe w wirujących maszynach elektrycznych, gdzie musi zostać zachowany odpowiedni odstęp pomiędzy nieruchomymi częściami stojana a obracającym się wirnikiem.  
Duża szczelina powoduje mniejsze wartości indukcji magnetycznej na biegunach co skutkuje mniejszym momentem obrotowym silnika elektrycznego. 
W transformatorach rozłożona szczelina powietrzna powoduje wzrost mocy pozornej i spadek sprawności. 

## Pożądany wpływ szczeliny
Ponieważ wprowadzenie szczeliny powoduje wzrost ogólnej reluktancji magnetowodu, to utrudnia to nasycenie magnetyczne rdzenia. Jednocześnie pętla histerezy magnetycznej ulega pochyleniu i taki obwód jest bardziej liniowy (pomimo że jego ogólne własności są mniej optymalne niż obwodu bez szczeliny). Właściwość tę wykorzystuje się przy budowie liniowych dławików, cewek i transformatorów (np. na precyzyjne przekładniki prądowe małej mocy).

## Obliczanie pola magnetycznego w szczelinie
W prostym magnetowodzie składającym się tylko z części o wysokiej przenikalności magnetycznej o długości lm oraz szczeliny powietrznej o grubości lg, magnesowanym jedną cewką o ilości zwojów N i prądzie magnesującym I, można zapisać że:
{\displaystyle N\cdot I=H_{m}\cdot l_{m}+H_{g}\cdot l_{g}}
Jeśli rozkład strumienia magnetycznego jest równomierny i można założyć, że zachodzi zależność że:
{\displaystyle H_{m}\cdot l_{m}<<H_{g}\cdot l_{g}}
to można zapisać że:
{\displaystyle N\cdot I\approx H_{g}\cdot l_{g}}
czyli reluktancja rdzenia jest zaniedbywalnie mała w porównaniu z reluktancją szczeliny i cała siła magnetomotoryczna odkłada się w szczelinie. 
Powyższe założenia są uzasadnione jednak tylko dla sytuacji, w której przenikalność rdzenia dużo większa niż przenikalność szczeliny powietrznej, co ma zazwyczaj miejsce dla używanych w technice materiałów ferromagnetycznych (przenikalność od 0,5·103 do 1·106) lub ferrimagnetycznych (do 5·103).